# 鍋島元延
鍋島 元延（なべしま もとのぶ）は、江戸時代中期の大名。肥前国小城藩4代藩主。

## 生涯
元禄8年（1695年）6月6日、3代藩主・鍋島元武の次男として小城で誕生した。
宝永6年（1709年）11月、6代将軍・徳川家宣に御目見し、従五位下・飛騨守に叙位・任官される。正徳3年（1713年）1月、父の隠居により家督を継ぎ、幕府から江戸城神田橋門番に任じられた。
しかし、父の後を追うように正徳4年（1714年）5月30日に死去した。享年20。跡を同母弟で養子の直英が継いだ。

## 系譜
父母
- 鍋島元武（父）
- 春子、寿昌院 ー 城島家永の娘（母）

子女
- 鍋島茂和室

養子
- 鍋島直英 ー 実弟